# Радек Друлак
Радек Друлак (чеськ. Radek Drulák, нар. 12 січня 1962, Оломоуць) — чеський футболіст, що грав на позиції нападника.
Виступав, зокрема, за клуби «Уніон» та «Сігма» (Оломоуць), а також національну збірну Чехії.

## Клубна кар'єра
Народився 12 січня 1962 року в місті Оломоуць. Вихованець юнацьких команд футбольних клубів «Спартак» (Гулін) та «Трініті» (Злін).
У футболі дебютував 1981 року виступами за команду «Уніон», в якій того року взяв участь у 13 матчах чемпіонату. 
Своєю грою за цю команду привернув увагу представників тренерського штабу клубу «Сушиче», до складу якого приєднався 1982 року. Відіграв за Відіграв за наступні жодного сезонів своєї ігрової кар'єри.
1982 року повернувся до клубу «Уніон». Цього разу провів у складі його команди п'ять сезонів.  Більшість часу, проведеного у складі «Уніона», був основним гравцем атакувальної ланки команди. У складі «Уніона» був одним з головних бомбардирів команди, маючи середню результативність на рівні 0,34 гола за гру першості.
З 1987 року три сезони захищав кольори клубу «Сігма» (Оломоуць).  Граючи у складі «Сігми» також здебільшого виходив на поле в основному складі команди. В новому клубі був серед найкращих голеодорів, відзначаючись забитим голом в середньому щонайменше у кожній третій грі чемпіонату.
З 1991 року два сезони захищав кольори клубу «Ольденбург».  Тренерським штабом нового клубу також розглядався як гравець «основи». І в цій команді продовжував регулярно забивати, в середньому 0,6 рази за кожен матч чемпіонату.
Протягом 1993—1994 років захищав кольори клубу «Хемніцер».
З 1994 року два сезони захищав кольори клубу «Петра» (Дрновіце).  Тренерським штабом нового клубу також розглядався як гравець «основи». І в цій команді продовжував регулярно забивати, в середньому 0,72 рази за кожен матч чемпіонату.
Згодом з 1997 по 1998 рік грав у складі команд «Лінц» та «Сігма» (Оломоуць).
1999 року перейшов до клубу «Голіце», за який відіграв 1 сезон.  І в цій команді продовжував регулярно забивати, в середньому 0,33 рази за кожен матч чемпіонату. Завершив професійну кар'єру футболіста у 1999 році.

## Виступи за збірні
1984 року дебютував в офіційних матчах у складі національної збірної Чехословаччини.
Загалом протягом кар'єри в національній команді Чехословаччини провів у її формі 3 матчі.
1995 року дебютував в офіційних матчах у складі національної збірної Чехії.
У складі збірної був учасником чемпіонату Європи 1996 року в Англії, де разом з командою здобув «срібло». Взяв участь у двох матчах — на груповому етапі проти Німеччини (0-2) і в півфіналі проти Франції (0-0, пен. 6-5).
Загалом протягом кар'єри в національній команді Чехії провів у її формі 16 матчів, забивши 6 голів.

## Статистика виступів

### Статистика виступів за збірну
| Дата      | Місто  | Господарі | Результат | Гості          | Турнір           | Голи | Примітки |
| --------- | ------ | --------- | --------- | -------------- | ---------------- | ---- | -------- |
| 28-3-1984 | Ерфурт | НДР       | 2 – 1     | Чехословаччина | товариський матч | -    | 63'      |
| 7-4-1984  | Верона | Італія    | 1 – 1     | Чехословаччина | товариський матч | -    | 59'      |
| 11-4-1989 | Відень | Австрія   | 1 – 2     | Чехословаччина | товариський матч | -    | 88'      |
| Усього    |        | Матчів    | 3         |                | Голів            | 0    |          |

| Дата       | Місто      | Господарі  | Результат               | Гості      | Турнір             | Голи | Примітки |
| ---------- | ---------- | ---------- | ----------------------- | ---------- | ------------------ | ---- | -------- |
| 8-5-1995   | Братислава | Словаччина | 1 – 1                   | Чехія      | товариський матч   | -    | 80'      |
| 7-6-1995   | Люксембург | Люксембург | 1 – 0                   | Чехія      | Відбір до ЧЄ 1996  | -    | 59'      |
| 16-8-1995  | Осло       | Норвегія   | 1 – 1                   | Чехія      | Відбір до ЧЄ 1996  | -    | 77'      |
| 6-9-1995   | Прага      | Чехія      | 2 – 0                   | Норвегія   | Відбір до ЧЄ 1996  | 1    | 18'      |
| 7-10-1995  | Мінськ     | Білорусь   | 0 – 2                   | Чехія      | Відбір до ЧЄ 1996  | -    |          |
| 15-11-1995 | Прага      | Чехія      | 3 – 0                   | Люксембург | Відбір до ЧЄ 1996  | 2    |          |
| 13-12-1995 | Кувейт     | Кувейт     | 1 – 2                   | Чехія      | товариський матч   | 1    | кап.     |
| 26-3-1996  | Острава    | Чехія      | 3 – 0                   | Туреччина  | товариський матч   | -    | 82'      |
| 24-4-1996  | Прага      | Чехія      | 2 – 0                   | Ірландія   | товариський матч   | -    |          |
| 1-6-1996   | Базель     | Швейцарія  | 1 – 2                   | Чехія      | товариський матч   | -    | 46'      |
| 9-6-1996   | Манчестер  | Німеччина  | 2 – 0                   | Чехія      | ЧЄ 1996 - 1-й етап | -    | 46' 49'  |
| 26-6-1996  | Манчестер  | Чехія      | 0 – 0 д.ч. (6 – 5 п.п.) | Франція    | ЧЄ 1996 - Півфінал | -    | 70'      |
| 10-11-1996 | Белград    | Югославія  | 1 – 0                   | Чехія      | Відбір до ЧС 1998  | -    | 71'      |
| 11-12-1996 | Касабланка | Нігерія    | 1 – 2                   | Чехія      | товариський матч   | 1    | 69'      |
| 12-12-1996 | Касабланка | Хорватія   | 1 – 1 д.ч. (4 – 1 п.п.) | Чехія      | товариський матч   | 1    |          |
| 26-2-1997  | Подєбради  | Чехія      | 4 – 1                   | Білорусь   | товариський матч   | -    | 10'      |
| Усього     |            | Матчів     | 16                      |            | Голів              | 6    |          |

## Досягнення
- Футболіст року в Чехії: 1995[7]
- Найкращий бомбардир чемпіонату Чехії: 1995 (15 голів), 1996 (22 гола)